# New Deal
New Deal var et økonomisk og socialt reformprogram iværksat af præsident Franklin D. Roosevelt i 1933 for at bringe USA ud af Depressionen, som var en økonomisk krise, der blev udløst af børskrakket i 1929. Projektet omfattede bl.a. støtte til landbruget og igangsættelse af offentlige arbejder til bekæmpelse af arbejdsløsheden.

## Baggrund
Børskrakket i 1929 fik store konsekvenser for økonomien. Folk mistede tilliden til pengemarkedet, hvilket betød at flere banker blev illikvide og mange gik konkurs. Dette betød at mange virksomheder også måtte lukke, hvilket medførte massefyringer og mangel på købekraft i befolkningen. Dette blev en ond spiral, hvor bankerne begyndte at trække deres lån hjem fra udlandet, hvilket betød, at krisen tog fart i Europa. De enkelte lande forsøgte derefter at genoprette deres økonomier ved hjælp af protektionisme, hvilket blot forværrede krisen, da samhandlen mellem landene stort set stoppede.
På få år havde USA gået fra at være i en optimistisk højkonjunktur til en dyb lavkonjunktur, hvor bruttonationalproduktet flere år i træk oplevede stor negativ vækst. I 1930 faldt BNP 9,4 %, i 1931 faldt den 8,5 % og i 1932 oplevede man et rekordhøjt fald på 13,4 %, således at USA’s bruttonationalprodukt faldt med en tredjedel fra 1929 til 1932. Verdenshandlen var nærmest stoppet, arbejdsløsheden steg og købekraften faldt. De republikanske præsidenters forestillingerne om, at markedskræfterne var selvregulerende, stod i klar modsætning til realiteterne.

## Gennemførelsen af New Deal
Herbert Hoover, der havde været præsident under det meste af krisen, tabte stort ved præsidentvalget i november 1932 til demokraten Franklin D. Roosevelt. Under valgkampen havde han ført skræmmekampagner mod Roosevelts forslag, som han mente ville sætte inflationen i vejret. Hoover forsøgte at løse problemet ved at øge de offentlige udgifter, men da en fjerdedel af den amerikanske arbejdsstyrke stod uden job, blev statens indtægter mindsket, og han så sig derfor nødsaget til i 1932 at øge skatten fra 24 % til 63 %. Resultatet af Hoovers politik blev øget offentligt forbrug og mindre statslige indtægter, hvilket medførte underskud på statens balance. 
Præsident Roosevelt benyttede Hoovers uholdbare forbrugs-politik til i valgkampen at kritisere ham for at bruge for mange penge. Efter at have vundet valget ændrede Roosevelt indstillingen. Dette betød, at da Roosevelt rykkede ind i Det Hvide Hus i marts 1933, blev der iværksat en sværm af reformlove, økonomiske hjælpeprogrammer og agenturer, der skulle genoprette økonomien. Dette skete uden nogen overordnet plan for tiltagene. Man kaldte alle disse lovsamlinger og tiltag under et for ”New Deal”. 
| Citat                 | The only thing we have to fear is fear itself. | Citat |
| Franklin D. Roosevelt |                                                |       |

Dette var et af præsidentens mest kendte citater fra depressionen. Det var nemlig borgernes egen frygt, for at miste deres penge, der forstærkede krisen, så de trak deres penge ud af bankerne. Det betød, at der var få penge i omløb, så virksomheder og privatpersoner ikke kunne låne til at sætte nye aktiviteter i gang. For at ændre dette, skulle der tages hånd om bankerne og den finansielle verden. Tilliden og stabiliteten skulle genskabes til det amerikanske bankvæsen. Dette blev gjort gennem love, der sikrede forbundsmyndighederne mere kontrol med bankerne, sådan at den omfattende ansvarsløse spekulation, der havde fundet sted i 1929, ikke ville kunne gentage sig. Derudover blev der vedtaget en sikring af borgernes opsparing i bankerne i tilfælde af bankkrak. Staten garanterede således for indestående op til 5.000 dollars.
En af Roosevelt-regeringens vigtigste prioriteringer var at regulere produktionen og hæve priserne. Til dette formål blev der oprettet Agricultural Adjustment Act (AAA), som var en slags centralstyret produktionsplanlægning, der havde til formål at hæve priserne på landbrugsvarer ved at reducere produktionen bl.a. ved at foretage støtteopkøb af overskydende landbrugsproduktion, og give landmændene penge for at deres marker lå brak. Man var nødt til at imødegå den normale kriseløsning blandt landmændene, der bestod i at sætte produktionen op, hvilket resulterede i overproduktion. Roosevelt troede på, at man ved at forbedre landmændenes kår og give dem købekraft, kunne få efterspørgslen til at stige, og på den måde få industrien på ret køl igen.
Gennem oprettelsen af National Recovery Administration (NRA) pålagde regeringen industrien konkurrencebegrænsende regler, produktionsbegrænsninger, regler for mindsteløn og regler om arbejdsforhold. Roosevelt anså de såkaldte truster, som er en sammenslutning af virksomheder under én ledelse, der herved kan opnå monopol på markedet, som værende konkurrenceforvridende. Der skulle rettes op på de faldende priser og lønninger. Dette var et af mange brud med tidligere tiders forestillinger om, at udbud og produktion i sig selv skaber den fornødne efterspørgsel.
Der blev igangsat en række anlægsprojekter, som kom til at tegne sig for tre fjerdedele af landets nye skoler, udbygning af infrastrukturen, socialtboligbyggeri samt en række lufthavne, broer og dæmninger. Dette var med til at få millioner i arbejde og stoppe de tidligere års fald i bruttonationalproduktet. Men alt dette kostede selvfølgelig mange penge for staten. Roosevelt fandt dog en løsning ved, at opdele budgettet i et ordinært driftsbudget og et ekstraordinært krisebudget. På det sidstnævnte skulle der ikke spares som på driftsbudgettet, her blev de store udgifter finansieret gennem lån. 
I 1935 begyndte Roosevelt den anden New Deal med vedtagelsen af en social tryghedslov, som markerede et vendepunkt i amerikansk politik, da den var det første skridt i retning af en velfærdsstat. Gamle og arbejdsløse fik et socialt sikkerhedsnet, hvor der blev dannet forbundspensionsfond og arbejdsløshedsforsikring.
New Deal skønnes i alt at have skabt seks millioner jobs, samtidig med at den ekspansive finanspolitik forvandlede de mange års tilbagegang i bruttonationalproduktet til stigninger. I 1934 steg landets BNP med 7,7 % og i 1935 med hele 14,1 %. Samtidig faldt arbejdsløsheden fra omkring 25 % i 1933 til 16,9 % i 1935.

## Eftertiden
Regering forsøgte i 1937 at bringe balance i budgetterne, ved at holde igen med de offentlige udgifter, da staten i 1936 havde et underskud på 4,6 mia. dollars. Denne spareplan har mange keynesianere brugt til at forklare, hvorfor man fra 1937-38 oplevede en mindre recession. Arbejdsløsheden blev først for alvor afskaffet under 2. verdenskrig. Krige koster penge og fungerer ligesom ekspansiv finanspolitik, hvilket betød at arbejdsløsheden under krigen faldt helt ned til 1,2 %.

## Kritik af New Deal
Blandt økonomiske historikere har der været en længere diskussion, om det var den ekspansive finanspolitik, der er hovedelementet i New Deal, eller snarere ændringen af USA’s pengepolitik i 1930’erne, der har hovedansvaret for, at USA kom ud af depressionen. Indtil 1970’erne var der almindelig konsensus om at lægge hovedvægten på finanspolitikkens ekspansive virkninger som beskrevet ovenfor. Senere har nogle fremtrædende økonomer dog udfordret dette standpunkt. Christina Romer, professor ved Berkeley, har således argumenteret for, at monetær ekspansion var hovedkraften bag genopretningen, og at langt det meste af denne i øvrigt var afsluttet ved udgangen af 1942, hvor USA gik ind i 2. verdenskrig. Også økonomerne Bradford de Long og Lawrence Summers har argumenteret for, at mere end fem sjettedele af produktionsnedgangen som følge af depressionen var blevet indhentet før 1942, og at verdenskrigen dermed ikke har spillet nogen vigtig rolle for at komme ud af depressionens skygge.  En artikel af Robert Higgs mener heller ikke, at det var 2. verdenskrig, der fik USA ud af depressionen.